# Hendrik Cleyndert (natuurbeschermer)
Hendrik Cleyndert Azn. (Zaandam, 17 september 1880 – Den Haag, 23 mei 1958) was een Nederlandse natuurbeschermer en autodidactisch planoloog die een belangrijke rol speelde bij de ontwikkeling van de planologie en de vormgeving van landschap en natuur in Nederland.

## Achtergrond
Cleyndert vergaarde in de periode 1903-1920 te Soerabaja fortuin als makelaar in tabak, koffie, suiker en thee. Tijdens zijn terugreis via de Verenigde Staten raakte hij gefascineerd door het daar geldende planningssysteem voor steden en 'natuurruimte', in het bijzonder het stelsel van Nationale Parken. Op basis daarvan wijdde hij zijn verdere leven aan vraagstukken van natuurbescherming, landschapsverzorging, recreatie en planning. Cleyndert was  de zoon van een predikant en in een lezing op de jaarvergadering van Natuurmonumenten in 1939 blijkt duidelijk zijn religieuze inspiratie voor natuurbescherming: "Aldus leidt de liefde voor de Natuur en voor het landschap niet tot natuur-aanbidding, doch tot eerbied en ontzag voor het Wonder der Schepping"

## Nationale Parken en natuur
Zijn passie voor Nationale Parken en het daarmee samenhangende stelsel van planning droeg hij met verve uit, zowel in kringen van stedenbouwkundigen als natuurbeschermers. Hij trad in 1923 toe tot het bestuur van Natuurmonumenten en schreef verscheidene bijdragen in het jaarboek van deze vereniging over dit thema. Cleyndert streefde ook naar een Natuurbeschermingswet, waarvoor hij al op het Internationale stedenbouwkundige Congres in Amsterdam (1924) had gepleit. Hij heeft niet mee mogen maken dat het voornemen van de regering uit 1928 om tot zo'n wet te komen in 1968 werd uitgevoerd.

## Planning en landschapsarchitectuur
Cleyndert trad in 1922 toe tot het Nederlands Instituut voor Volkshuisvesting en Stedebouw. Hij pleitte hier onder meer voor de instelling van een Rijksdienst voor het Nationale Plan die er na enige jaren ook daadwerkelijk kwam. Zo'n dienst moest de ontginning van 'woeste gronden' tegengaan evenals de ontsiering van het landschap. Daarnaast kon via de door zo'n dienst gemaakte plannen de aanleg van parken, tuinen en sportvelden er 'natuurruimte' worden gerealiseerd. Om de kwaliteit van het landschap te waarborgen dienden er z.i. deskundigen te komen en daarop toegesneden opleidingen. Ook hier was hij succesvol: er kwam in 1947 een opleiding landschapsarchitectuur.

## Contact-Commissie
Cleyndert was vanaf 1939 bestuurslid van de Contact-Commissie voor Natuur- en Landschapsbescherming. Daarbinnen was hij nauw betrokken bij de Werkgroep Cultuurlandschappen (1945-1950) en werkte hij aan overzichten van waardevolle Nederlandse landschappen die met voorrang beschermd moesten worden. Hij vond de recreatieve betekenis en cultuurhistorie van landschappen van minstens zo groot belang als de aanwezigheid van planten en dieren. De term re-creatie heeft hij in Nederland ingevoerd. Door deze voorkeur kwam hij soms in conflict met andere natuurbeschermers die zich meer op natuurbescherming in strikte zin richtten zoals Victor Westhoff en vooral de hoogleraar plantkunde en belangrijke overheidsadviseur voor natuurbescherming Theodorus Weevers.

## Belang
Het belang van de bescheiden natuurbeschermer-planoloog kan moeilijk worden overschat. Zijn werk voor landschapszorg en -planning, voor recreatie en landschapsarchitectuur en zijn aandacht voor Nationale Parken hebben een stempel gedrukt op de Nederlandse natuur- en landschapsbescherming en ruimtelijke ordening.